# 马丁·海德格尔
马丁·海德格尔（德語：Martin Heidegger，1889年9月26日—1976年5月26日），德國哲學家，海德格對於存在、時間、技術、語言和真理等問題有著獨特的見解。代表作有《存在與時間》、《形而上學導論》等。在現象學、存在主義、解構主義、詮釋學、後現代主義、政治理論、心理學及神學有舉足輕重的影響。

## 簡介
海德格指出西方哲學自從柏拉圖便誤解存在的意思，去研究個別存在的問題而不去研究存在本身的問題。換句話說，海德格不相信所有對存在的探討焦點放在個別存在物／實體及其性質。他關注人類存在的本質，主張存在不僅僅是一種被描述或分析的對象，而是我們在世界中存在的方式和體驗，對於海德格來說，一個對存在更可信的分析是查探已經了解的存在物的基礎或者促成存在物如實體展現的背後基礎。 但是自從哲學家都忽略了這個更基本理論前期的存在，並且以此推導其他理論，錯把那些理論在各處應用，終於混淆我們對存在及人類存在的理解。為免這些深層誤解，海德格相信哲學的探求應該以新方式來進行，重踏哲學歷史足跡，一步一步出發。
1930年代中期起，海德格開始了對西方哲學史的系統性的闡釋。他從現象學的、解釋學的、存在論的角度研究了一些重要哲學家的著作，並且試圖將這些著作未被思考過的前提和偏見展示出來。根據海德格的說法，所有至今的哲學藍圖，都是對世界的單向度的理解，這種單向度，他認為是所有形而上學的標誌。
按照海德格的觀點，這種形而上學的對世界的理解，在現代「技術」中達到了頂峰。「技術」這個概念，他不僅理解成一種中性的用來達到目的的手段，而且他試圖去展示：通過技術，我們對世界的理解也發生了變化。
根據他的觀點，由於技術，我們從實用的角度，去看待地球。由於技術的全球性傳播，和毫無節制的對自然資源的利用，海德格在技術中看到了一種不可抗拒的危險。
他把藝術看成是技術的對立面，並且從三十年代末開始，他根據荷爾德林的詩，領會到了對於單純的技術性的世界關聯方式的替代方式。
海德格曾嘗試引領哲學家脫離形而上學及知識論的問題而朝向本體論的問題。這就是存在的意義。 
海德格影響了很多哲學家，高達美（又译伽达默尔）、汉斯·约纳斯、列維納斯、汉娜·阿伦特、蘇比里、卡爾·洛維特、莫里斯·梅洛-龐蒂、让-保罗·萨特、雅克·德里达、米歇爾·福柯、尚-呂克·農西及菲利普·拉古·拉巴特都曾研究他的著作。
後來，他因為在1933年5月至1945年5月成為德國納粹黨黨員並且支持納粹主義得到了惡名。 為他辯護的汉娜·阿伦特認為他支持納粹主義只是他個人的「錯誤」。 為海德格辯護的都認為這個「錯誤」大抵上與他的哲學無關。來自他學生的批評，譬如列維納斯 和卡爾·洛維特，則認為海德格支持納粹主義是不道德的並且展露了他思想內的瑕疵。
在1950年後的後期文章中，他更強烈地關注語言問題。語言從歷史中生長出的豐富的關聯，可以避免形而上學的單向度。
海德格試圖不把人思考成世界的中心，而是認為，人處於世界的整體聯繫中，他把這種整體聯繫稱為「四維體」。人應該在世界中作為將死的過客居住，並且珍惜它，而不是操控地球。

## 生平

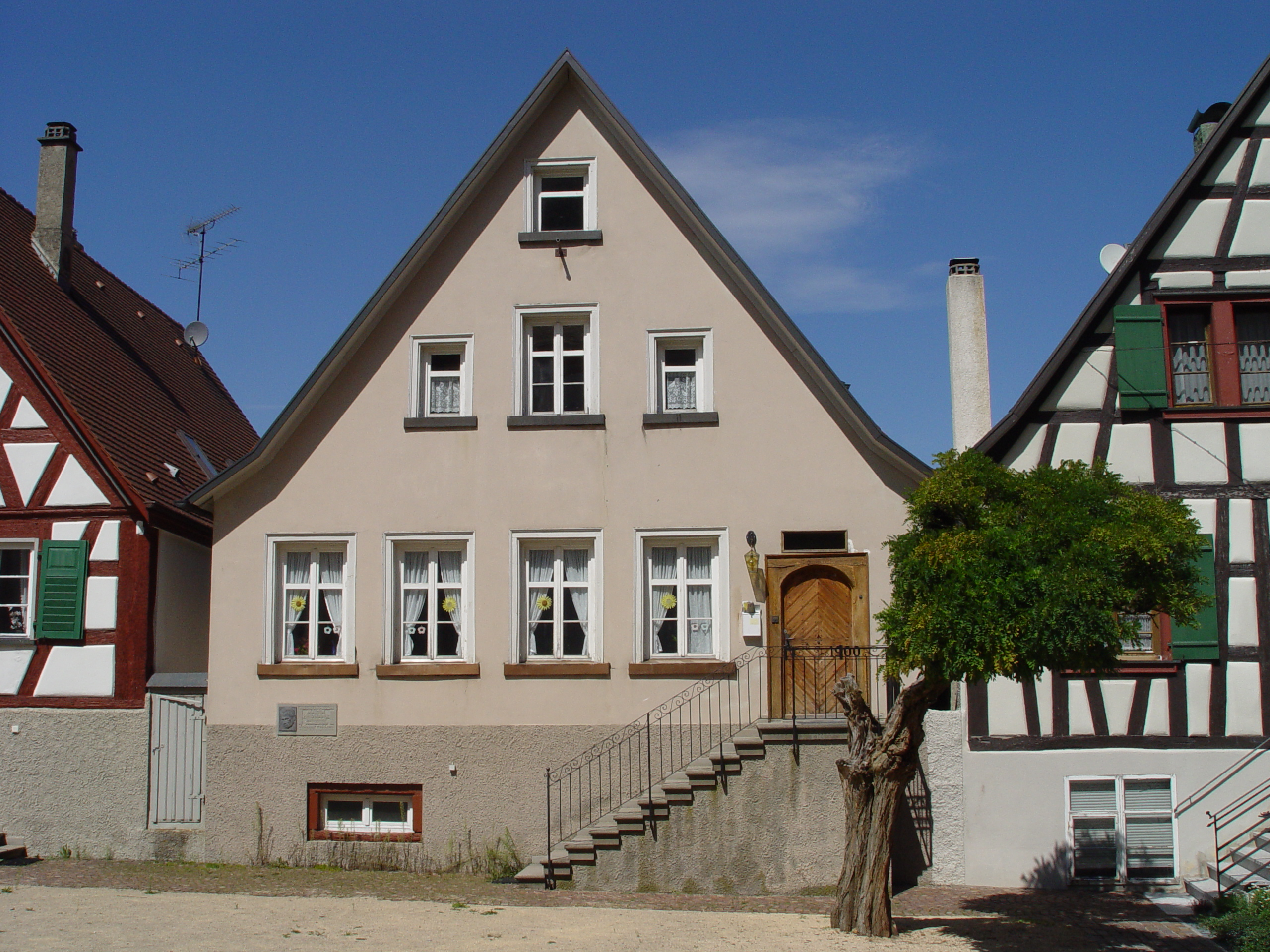
海德格的出生地梅斯基希

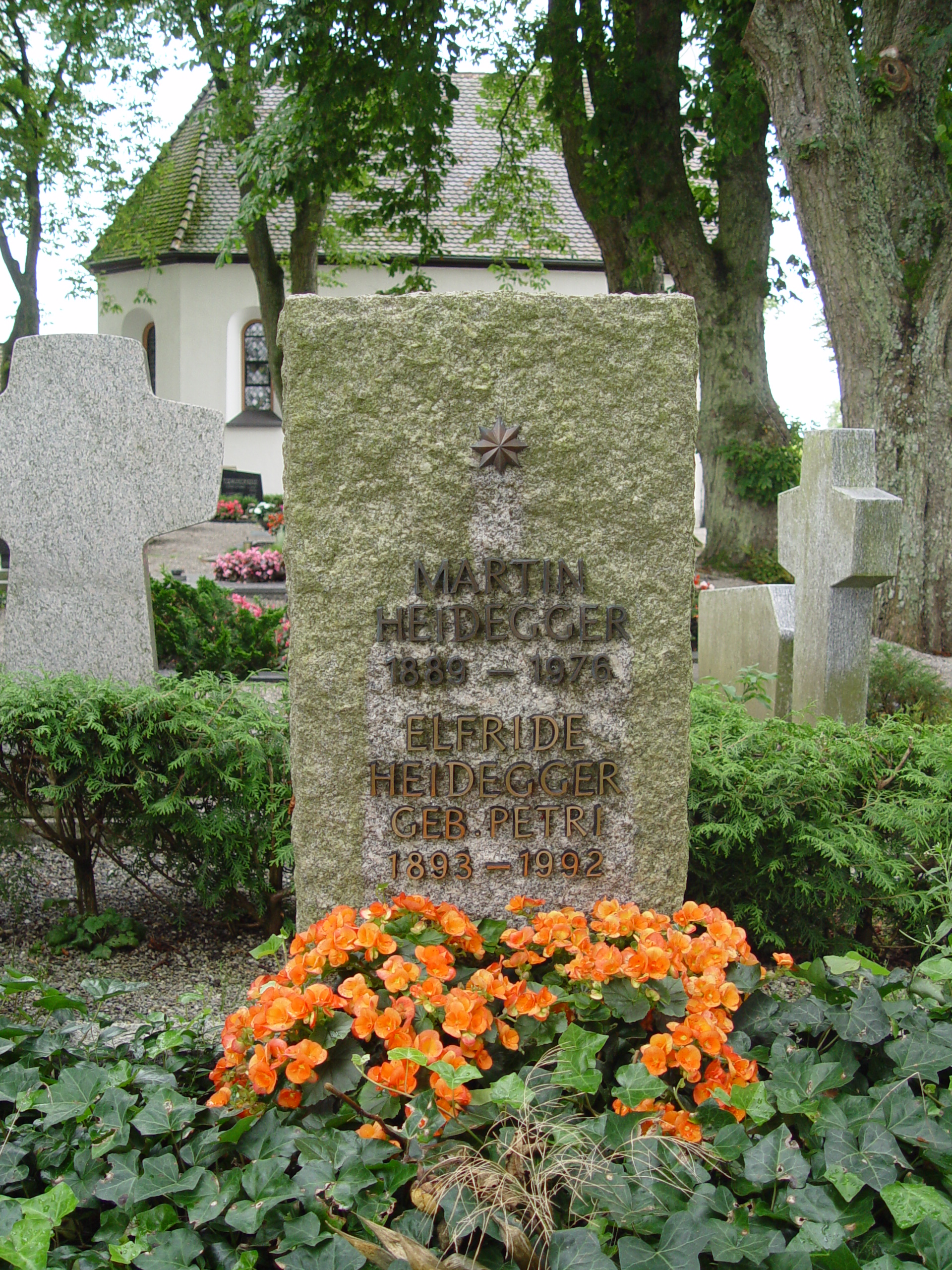
在梅斯基希的马丁·海德格尔之墓

生於巴登-符腾堡州梅斯基希的海德格出身自一個天主教家庭。他的父親弗里德里希·海德格就在梅斯基希小鎮的天主教教堂任職執事。1892年，他的妹妹瑪利亞出世，而他的弟弟則在1894年出生。馬丁·海德格早年就在教會學校讀書。17歲時，他從一個神父那裡借到布倫坦諾的《亞里士多德所說的存在的多重意義》一書，對存在意義的問題產生興趣。1909年进入弗萊堡大學先學神學二年，後轉入哲學，並同時修讀人文科學和自然科學。1913年在李凱爾特及施奈德的指導下完成博士學位論文《心理主義的判斷學說》，他的講師資格論文題目是《鄧·司各脫關於範疇的學說和意義的理論》。1914年，他獲得了博士學位。第一次世界大戰爆發後，在1914年8月，海德格應徵參軍，但兩個月後因為健康欠佳而退伍。1917年，即第一次世界大戰的最後一年，海德格與艾弗里特·佩特蒂結婚，婚後再次入伍，在西線戰場服役。他長期不離開德國並埋首案頭上的工作。
1918年，從戰場回來後，海德格正式成為胡塞爾的高級助教，在胡塞爾的指導下一面學習一面任教。講課的內容大多圍繞亞里士多德的。雖然深受胡塞爾的現象學的薰陶，但他授課的重點卻不完全是胡塞爾式的。1920年11月，弗萊堡大學教職再度空缺，胡塞爾遂向那托普推薦海德格。當時海德格正準備在胡塞爾主編的《哲學與現象學研究年鑑》第七卷上發表一部關於亞里士多德的大著作。海德格把一份40頁的手稿打印出兩份。一份寄給了那托普，另一份留給自己。那托普讀過了原稿後，驚嘆他的哲學思想具有驚人的首創力量，便馬上回覆胡塞爾。
1923年，他開始擔任马尔堡大学哲學教授。在這時，他開始在托特瑙堡營造了他自己的別墅（the Hütte），並開始專注寫作《存在與時間》的第一稿。同年，他被選為马尔堡大学中非常出眾及具有榮譽但同時是新教徒的哲學教授。與他共事的人有神學家魯道夫·布爾特曼、Ernst Friedländer、尼古拉·哈特曼、新康德主義哲學家那托普。1925年夏天的講課稿件《時間概念史導論》就是《存在與時間》的雛形。1925年冬天，海德格被提名為正式教授講座。按照當時需求，他必須立刻有著作發表。於是，1926年1月至4月，他隱居於他的別墅，把《時間概念史導論》整理成《存在與時間》的前240頁。胡塞爾期間也往托特瑙堡渡假，並與他討論當中主要概念“在世界之中”。第二年2月，《存在與時間》分別在《現象學年鑑》第八卷上及以單行本面世。半年後，柏林頒發了正教授職稱。

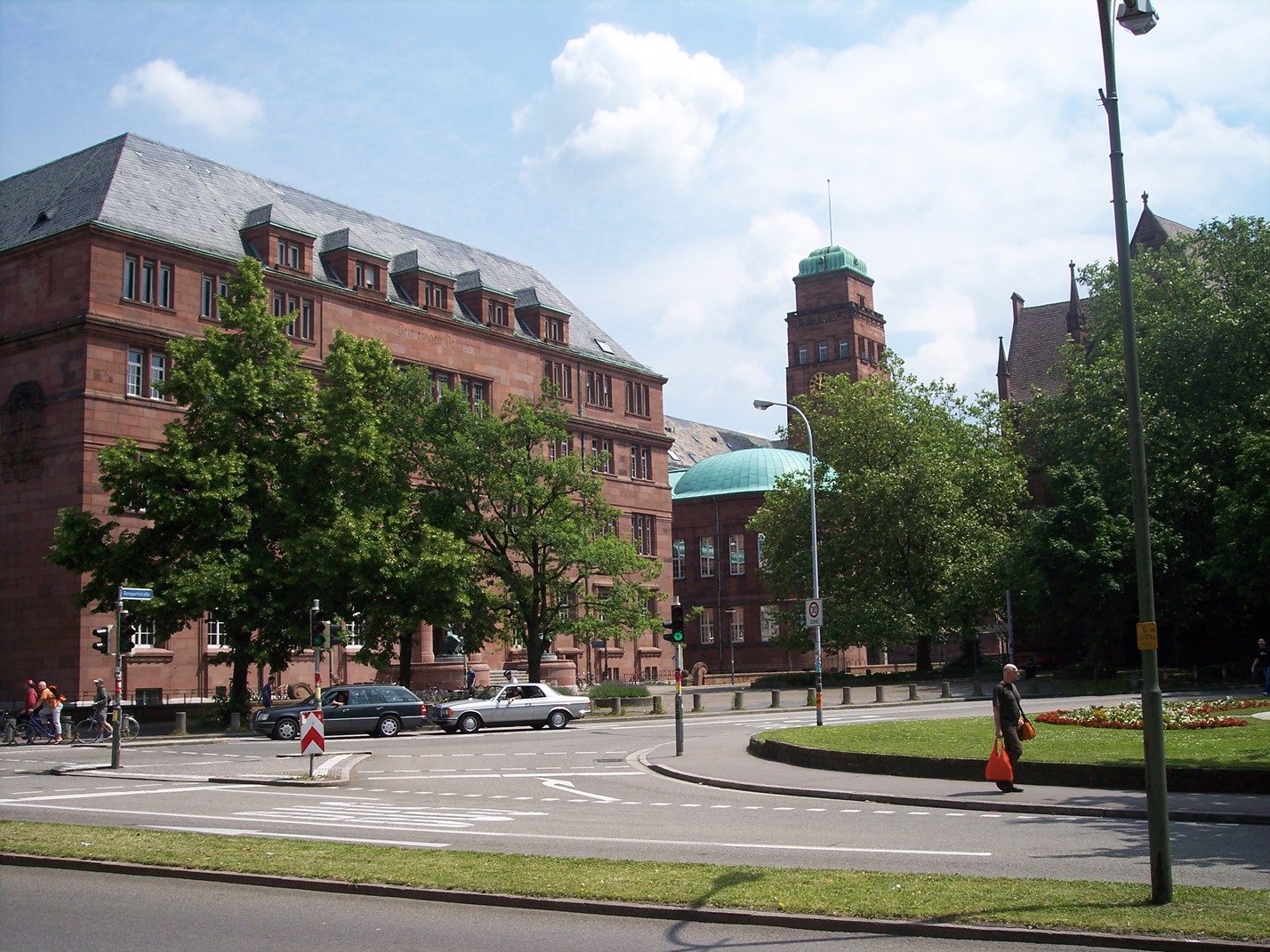
位於弗萊堡大學建於1913年的大樓

1928年，胡塞爾退休，海德格也辭去马尔堡大学的席位，回到弗萊堡大學繼任胡塞爾的哲學講座。自1931年，海德格與德國納粹黨關係越來越密切。1933年，他加入了納粹黨並當選為弗萊堡大學的校長。他的就職演說（Rektoratsrede）中運用了大量的納粹的與納粹宣傳合拍的言詞，使他臭名遠播。特別是講到德國大學的目的是“教育和訓練德國人民命運的領袖和衛士”。他更主張大學的三根支柱分別是“勞動服務、軍役服務和知識服務”。雖然他於1934年辭退校長一職，但未曾退黨。1945年至1947年，法國職業當局因為他的納粹黨背景而禁止他任教。到了1951年，更撤銷他榮譽退休教授所享有的特權。他在1951年、1958年、1967年則定期受邀請任教。1976年，海德格於出生地梅斯基希與世長辭並以羅馬天主教儀式安葬。

## 哲學
马丁·海德格尔是二十世紀其中一位重要的哲學家。他的思想深入了各個領域。他對本體論的討論使他儼如存在主義其中一位創立者——縱而他以此在不能被還原為让·保罗·萨特早期著作中提及的人類的自由主觀內在性。他的構思啟發了很多哲學工作。例如：萨特大量採用他的想法。他的著作被德國、法國、日本等地採用，甚至到了70年代在北美仍然有很多追隨者。
他拒絕一些現代潮流的概念如事實與價值的分野。他拒絕把道德納入他的理論體系。這些種種帶來其他哲學家對他的誤解。他的政治立場及個人行為也成為被攻擊的對象。

### 真誠性
按照海德格的看法，我們中的每一個人都有一種屬己的而有待實現的潛能，並不得不面對自己的死亡。
作為海德格講的「此有」（Dasein 英语be there），如果它（他或她）在面對這麼一個孤獨局面時採取決斷的態度，並且敢於承擔自己的唯一性和個體性，那麼此人就可說是進入了“真誠的”（authentic）生存狀態，並意識到這個狀態的含義。真誠性（authenticity）連通著個人的未來和過去，使自我具有連續性。它還要求在這種關係上接受自己的死亡。
海德格認為，當人與自己的死亡遭遇時，真實的屬己的自我才會顯露出來。在真正屬已狀態中，「我」總是居先的，儘管這個「我」並不等同於一個傳統哲學意義上的主體。如果一個人被畏懼壓倒，通過沒入於眾人或匿名的「人們」[They，das Man]來保護自己，正如人們通常所做的那様，他就進入了“不真誠的”（inauthentic）生存狀態。
在“不真誠的”（inauthenticity）狀態中，「人們」（They）居先，人失去了自己的存有意義。
這種態度或姿態就是海德格所說的此有的「沉淪」[fallingness，Verfallen]，即此有避開自身，讓自身沉淪於日常的一般性事務中，與俗世共浮沉。

### 牽掛
對於海德格，牽掛（Care）是一種狀態，是“此有、緣在（Dasein）”關切它本身的存在。
因為“此有、緣在（Dasein）”的本性 在於它的生存（existence），也就是實現它的可能性。對任何從當前現實，朝向未來狀況的變動，都必會產生這樣的問題——“ 我將做什麼？” 這就是牽掛（Care）。牽掛（Care）植根於“緣在”選擇（Choice）它的存在的能力之中。
牽掛（Care）被視為緣在（Dasein）與世界之間的基本關聯，並且是“緣在”這個世界中，獲得意義的基礎。它是“緣在”所有經驗的基本狀態。
由於所有的選擇（Choice）都在世界中作出，牽掛就成為“在此世界中存在”的“緣在”之存在的特性。
牽掛由生存（先於自身存在）、實際性（已經存在於……之中）、沉淪（存在於……狀態裡）和言談組成，並且將“緣在”（Dasein）顯示於其整體之中。
它與時間性，即人類生活的時間結構息息相通。《存在與時間》中的“緣在與時間性”部分就試圖將時間性（Temporality）揭示為牽掛的所有要素的根基。

### 死亡
海德格指出，死亡是對現實世界生活的否定。當人面對死亡時，才會停止對世界的憂慮和擔心，從陷落中孤立出自己，成為真正的存在。死亡是屬於個人的事，他人無法替代，衹能靠你自己體驗死亡。死亡是任何時候都可能發生的，人在什麼時候死亡，都是合理的，沒有規定你該活多久。人應隨時準備死亡。
因此，海德格指出，人必須正視死亡，從恐懼中明白自己活著的重要性。為自己計劃未來時，必須包括死亡。人不該衹接受生命，而拒絕接受死亡。

### 差距性
當我們注意別人的行為時，我們不是單純地觀察它，而是關心我們自己與他們的差異，並進而要泯滅（squashed）差異。
人總是在意他與別人的差異，雖然他往往沒有清楚自覺到。對於人在他的存在中，這種對差異的感受和在意，海德格稱為差距性（distantiality）。
人愈是不自覺，它愈是在暗中支配人，使他難以擺脫。

### 平均性
在與別人共存時，我們總是在意與別人的差距，其實這是由於我們的另一種存在性格，海德格稱為平均性。這是說，在日常生活的存在中，我們總是要求「與人人一致」。
「人人」（They）認為這是有效的，我們也會認為它是有效；「人」稱之為成功的，那就是成功；失敗的就是真正的失敗。
我們要求平均，不敢有獨特的意見。即使有新的想法，也會立刻將它壓下。
我們總是看著「人人」，配合「人人」，將自己的獨特性磨平。對於這種要求平均的存在方式，海德格稱之為「壓平」（leveling down）。
海德格認為，當我們在「人人」的支配下存在，我們會在意差距，要求平均和壓平自己，這構成人的公眾性。這是說，人不再是他自己，而是公眾（public）。
這時，公眾性控制了我們對人和世界的各種看法，壟斷了我們的見解。
但是，這不表示我們對人和世界有深入的瞭解，反而，這表示我們的看法和見解是膚淺的、表面的。
海德格對日常生活的分析，雖然號稱是分析此有的存在，但也不是僅為了分析此有日常生活的存在方式。
他是要指出，在這種日常生活的存在方式中，此有無法真正瞭解世界和它自己的存有。
換言之，這種存在方式導致對存有的誤解。
海德格的哲學是為了瞭解存有，說明它的意義，不是為了分析人的各種存在方式。
另外，我們難免疑惑，為何「人人」的看法都是膚淺的，尚未得到事物本身的知識呢?
當我們被「人人」支配時，我們要根據「人人」的意見去決定自己的存在，無須由自己去負起自己的存有。我們是被「人人」所統治、依賴它。
於是，「人人」（They）剝奪了我們的本真存在，讓我們無法正視本真的自己，瞭解自己的本性是存在，更不能瞭解自己是在世存有。

### 平均的日常狀態
海德格指出，我們所選擇（choose）那樣一種通達此在，和解釋此在的方式，必須使這種存在者（Being）能夠在其本身，從其本身顯示出來。
也就是說，這類方式應當像此在首先與通常所是的那樣顯示這個存在者，應當在此在的平均的日常狀態中，顯示這個存在者。
我們就日常狀態提供出來的東西,不應是某些任意的偶然的結構，而應是本質的結構；無論實際上的此在處於何種存在方式，這些結構,都應保持其為規定著此在存在的結構。
海德格指出，此在的日常狀態（everydayness）的這種無差別相並不是無，而是這種存在者（Being）的一種積極的現象性質。一切如其所是的生存活動，都從這一存在方式中，來而又回到這一存在方式中去。我們把此在的這種日常的無差別相，稱做平均狀態。（Averageness）。
正因為平均的日常狀態（average everdayness）構成了這種存在者在存在者層次上的當下情況，所以它過去和現在都在對此在的解說中一再被跳過了。這種存在者層次上最近的和最熟知的東西，在存在論（Ontology）上，卻是最遠的，和不為人知的東西，而就其存在論意義而言，又是不斷被漏看的東西。
但此在的平均日常狀態（Da-sein 's average everydayness），卻不可被單單看作它的一個“方面”。在平均日常狀態中，甚至在非本真（inauthentic）模式中，也先天地具有生存論結構。
海德格指出，即使在平均日常狀態中，此在仍以某種方式為它的存在而存在，只不過這裡此在（Da-sein）處於平均日常狀態的樣式中而已，甚或處於逃避它的存在，和遺忘它的存在這類方式中。

### 周圍世界
海德格指出，日常此在的，最切近的世界，就是周圍世界。我們通過對周圍世界內，最切近地照面的存在者，做存在論的闡釋，一步步尋找周圍世界的世界性質（周圍世界之為周圍世界）。周圍世界這個詞的“周圍”，就包含指向空間性之意。
然而對周圍世界起組建作用的周遭首先卻沒有任何“空間”意義。空間性質無可爭議地附屬於一個周圍世界，所以倒是要從世界之為世界的結構中才能說得清楚。
海德格指出，並非“周圍世界”擺設在一個事先給定的空間裡，而是周圍世界特有的世界性質，在其意蘊中，勾畫著位置的，當下整體性的因緣聯絡。而這諸種位置則是由尋視指定的。
海德格指出，當下世界，向來揭示著屬於世界自身的空間的空間性。只因為此在本身，就其在世看來是“具有空間性的”，所以在存在者（Being）層次上，才可能讓上手事物，在其周圍世界的空間中來照面。

### 在之中
海德格指出，我們首先會把“在之中”（In-Sein）這個詞，補足為在“世界”之中，並傾向於把這個“在之中”(Being-in) 領會為“在…之中”。這個用語稱謂著，這樣一種存在者（being）的存在方式－－這種存在者在另一個存在者“之中”，有如水在杯子“之中”，衣服在櫃子“之中”。
這些存在者（Being）一個在另一個“之中”。它們作為擺在世界'之內的物，都具有現成存在的存在方式。反之， 在之中（Being-in），意指此在的一種存在建構，它是一種生存論性質。但卻不可由此以為是一個身體物（人體）在一個現成存在者“之中”現成存在。
“在之中”（Being-in），不意味著現成的東西在空間上“一個在一個之中”；就源始的意義而論，“之中”（Being-in），也根本不意味著，上述方式的空間關係。
我們把這種含義上的“在之中”所屬的存在者，標識為，我自己向來所是的那個存在者。
海德格指出，我居住於世界，我把世界，作為如此這般熟悉之所，而依寓之、逗留之。因此，“在之中”（Being-in），是此在存在形式上的生存論術語，而這個此在，具有在世界之中的本質性建構。
依寓世界而存在，這其中，可更切近一層解釋出的意義是：消散在世界之中，如魚相忘於江湖。 在這種意義下，“依寓”世界，是一種根基於“在之中”的存在論環節。在世存有，在世界之中，寓居於世（Being-in-the-world）。

### 人人和人人自我
海德格所說的人人（they），是指此有（Dasein）在日常生活中的存在方式，它的特徵是：在意差距，屈從別人（subservient），要求平均（averageness）和壓平自己（levelling down oneself）。
在這種存在方式下，此有無須承擔自己的存有，因而讓它無法得到本真的存在（being authentic），真正切已狀態；也無法瞭解自己的存有。
再者，我們不要以為，由於人人（they）是「沒有人」，則這似乎是說，此有失去了它自己，成為沒有意義和不真實的人。其實，此有依然真實地存在，它甚至可以十分忙碌，讓自身浸没于日常的分心事務中，看似非常充實。
並且，人人雖然是沒有人，但它不是虛無的，反而它非常真實，甚至是此有（Dasein）的日常生活的真正主體。
在海德格，此有之所以有人人（they）的存在方式，是由於人人是它的存在性徵。 
在日常生活中，這個存在性徵取得支配的地位，而此有的自我成為「人人自我」（das Man-selbst, they-self）。
它（they-self）與此有的本真自我（authentic self）不同。本真自我，是此有瞭解它自己的存有，真正切已的狀態，由此主導自己的存在。但「人人自我」（they-self）卻把此有分散在人人（they）的指導下，讓它失去本真的自我。
海德格所說的自我，不是指在此有的實際存在方式中，有一個自我，因為這即把自我看作一個實體，但此有不是實體，它的本性是存在，故此有的自我是指它的存在方式。
人人自我（they-self）是指此有（Dasein）的存在方式是人人（they），而本真自我（authentic self）是指此有的存在方式是本真的（authentic）──本真地瞭解它自己。
在日常生活中，此有通常都不是我，而是別人，而其存在方式是人人（they）。
在人人（they）的存在方式中，此有自己和世界中的一切都被誤解了。不過，要重新得到本真的存在，不是要完全刪除人人，因為它既是此有的存在性徵，則它是無法被刪除的。
而是，此有必須正視它、瞭解它，但卻不被它支配，而由自己對自己的瞭解去支配自己的存在，人人（they）是一個很奇怪的現象，若此有愈是正視它，它愈不能支配此有；此有愈是忽略它，它的支配力愈強。

### 早期現象學：事實性的詮釋學
在寫完相當傳統主題的博士論文和教授資格論文之後，海德格對當時學院哲學的信任，因著對於齊克果，尼采，威廉·狄爾泰之類的思想家文本的閱讀，而被動搖了。這些思想家把充滿偶然的、道德價值不斷變動著的歷史和關聯系統（Bezugssysteme），放到了形而上學和其對超越時間的真理的追求的對立面。海德格擷取了純粹理論性的哲學概念的骨幹。令他越來越感興趣的是，現實的生活要如何以及該如何被現象學所描述，而不是生活在歷史中被塑造成如此面貌，而且不一定是非得如此的。
海德格用他的方法，即事實性的現象學的詮釋學（Hermeneutik der Faktizität），試圖把生活的種種聯繫和各種經驗呈現出來，而不是去解釋。這種現象學路徑的目標是：不把自己的生活當成對象，並當做一種「事物」（Ding）去理解，而是達至對生活的領會（Lebensvollzug）。
作為一個例子，海德格在 1920/21年的講課「宗教現象學導論」中，用門徒保羅的話解釋了這個目標：「主的白日將來到，猶如小偷在黑夜到來」。對於海德格來說，在門徒的原初基督教的生活經驗中，一種生活感受被表達出來。這種感受，並不試圖將尚未擁有的未來，通過規定和計算去支配。這種感受，是一種隨時隨地的對於突然會闖入（生活）的事件（Ereignis）所保持的開放性，海德格將這種直接性的生活，放到了對於生活的理論性觀察的對立面。
第一次世界大戰以後，海德格作為胡塞爾的助手很努力地從事於現象學的方法。胡塞爾讓他看其還未公開的稿件，並且希望海德格成為他的好學生。但海德格卻追隨了自己的興趣，胡塞爾也注意到如下事實，即海德格「已經在使用自己的方式，當他研究我的稿件的時候」。
特別是狄爾泰的關於歷史既成性（die historische Gewordenheit），世界關係和自我關係的偶然性（Kontingenz）的理論，導致海德格拒絕了胡塞爾的「絕對地有效的意識的本質性」（absolut gültige Wesenheiten des Bewusstseins）概念：「生活從來就是歷史性的，無法被分解為各種本質的元素，生活是關係」。
從「生活是領會」的觀點出發，海德格也拒絶了胡塞爾對超驗自我（ein transzendentales Ich）的現象學還原，超驗自我只是統覺性（apperzeptiv）的作為世界的對立面。這些早期的思考與受到齊克果生存哲學的啟發，在海德格第一本主要著作《存在與時間》中匯成了一個整體。

### 《存在與時間》時期
1927年發表的《存在與時間》（Sein und Zeit）是海德格最具影響力的著作。這本劃世紀的著作是他最著名的哲學著作，令他獲得弗萊堡大學的教授一職。此書只是海德格計劃中的上半部，但後來放棄寫作下半部，並成為定本。
在這本書中，他透過確定存在（existence）相對於存有（Sein/being/esse）的優先性，進而探詢人類生存的本質及境況。
《存有與時間》主要講述他的基礎存有論。存在主義的話題，例如：向死存有（das Sein zum Tode），個體性（Individualität）的可能性（本真性與非本真性）(Eigentlichkeit/Uneigentlichkeit)，良心（Gewissen），罪責（Schuld）和史性（Geschichtlichkeit）。

#### 存在問題
1927年出版的該本著作的主題是「存有的意義問題（die Frage nach dem Sinn von Sein）」。這個問題在古希臘哲學家柏拉圖的對話錄已經開啟了討論，海德格在書的開頭引用他的話：「因為當你們使用『存在著（seiend）』這個表述的時候，你們究竟是什麼意思，長久以來你們都很清楚。我們曾經相信你們已經理解這一點了，但現在我們卻陷入了困惑」。
根據海德格，兩千年以後這個存有問題依舊懸而未決：「我們用『存在著』這個詞究竟表達什麼意思，我們今天有一個答案麼？根本沒有。所以如下的做法是有必要的，即重新提出『存有的意義問題』」。
海德格追問存有。當他追問存有的意義時，他預設了這一點，即世界並不是一團雜多，而是在其中有各種意義上的關聯性（sinnhafte Bezüge）。存在是有結構的，在它的多様性（Mannigfaltigkeit）中依舊有一種統一性（Einheitlichkeit）。例如，在鎚子和釘子之間就有一種有意義的關聯——但這種關聯該如何去理解呢？「我們從哪方面，即從哪個被給定的視域（Horizont），去理解諸如此類存在之事呢？」
海德格的回答是：「時間就是這種視域，從它我們可以理解諸如存有之類的事。」 根據海德格，時間對於存在的重要性，在所有至今的哲學中都未被注意。

##### 對於傳統的存在學說的批判
海德格聲稱，「存有」這個詞該如何去理解，西方哲學相關存在的學説在它的傳統發展中給出了形形色色的答案。「存有問題」（die Seinsfrage）卻從來未被這様提出，以使得去追問存在的意義，即去研究屬於存有的種種關係。
海德格批評了至今的對於存有的理解，即把存有當成各種存在者，這種存有者在「現在」（Gegenwart）的時態中（即現在時）能被刻畫為「現存者」（das Vorhandene）。當在場者被看成是只是「現在（存在）的」（gegenwärtig）在場者時，它就失去了和世界的種種時間性的、有意義的關聯：從「某些東西存在（etwas ist）」這個論斷出發「某些東西是什麼（was etwas ist）」卻不能被理解。
在把存有當成例如是「實體」或「 物質 」的這様的規定中，存有只是在與「現在」的關聯中被思考：現有者是現在（存在）的，即使他沒有與 過去和未來的關聯。海德格試圖在研究的過程中指出：對於存有的理解來說，時間是本質性的條件，因為（簡單地說）它構成了一個理解的視域（Verständnishorizont），在這個框架下，世界中的事物才可以相互之間形成有意義的關聯。
因此，例如：鎚子的作用就是把釘子敲進木板中，為了（um...zu）建造一棟房子，在將來臨的暴風雨面前提供保護。鎚子除了是現有的木料和鐵塊以外還是什麼，這只有在與時間有關聯的世界的整體聯繫中，才能夠被理解。
「某些東西是什麼（was etwas ist）」如何被確定，哲學傳統選擇的解決問題的路徑是存有論的還原主義（der ontologische Reduktionismus），在海德格看來是有缺陷的，當這種理論試圖把所有的存有還原到一個最初的原理（ein Urprinzip）或者是一個存在者。這種被海德格批判的做法使得存有論神學（Onto-Theologie）得以可能，即在一個線性的存在秩序中設定一個最高的存有者，並把它等同為上帝。

##### 存有論的差異
至今（海德格）為止哲學思想上的錯誤，即沒有把時間對於存有的理解的重要性納入視野，應該由基礎存有論的研究上來糾正。海德格想在《存有與時間》中為存有論奠定一個新的基礎。他對存有論的傳統立場的批評的起點，即是他稱之為存有和存在者的存有論差異。 
籠統地説，用「存在」這個詞海德格在《存有與時間》中描述的是理解的視域（Verständnishorizont），在此基礎上世界內的存有者（innerweltlich Seiendes）才被遇見。對於世界內存在者的無論哪一種理解關係，都必須在這樣一個情境化的（kontextuell）視域中游移，在這個視域中存有者才得以存在的方式敞開（offenbar wird）。
當某些事物與我們照面，我們只有在一個「世界」中並且通過這些事物的意義（Bedeutung）才能理解它，意謂著這個關聯構成了它的存在。因此每個單獨的存在者總是被超驗的(wird transzendiert)，也就是說被超越（über-stiegen），並且作為單獨的存有者與整體相關聯，從與整體的關聯中它才獲得它的「意義性」（Bedeutsamkeit）。
一個存在者的存有因此就是在被超越中的被給予者：「存有就是超驗者。——存在的每個揭示（Erschließung）作為超驗者的揭示就是超驗的認知（transzendentale Erkenntnis）」。
從存有論差異出發，每個單獨的存有者也就不能再僅僅被認為是現在（存在）的現有者。它將被超越而與整體發生關聯：在對未來的展望中，在來自過去的來源中，它的存有被本質性地、時間性地規定。

#### 語言上的困難
存有作為這樣的一種時間性的理解的視域，因此是始終未被主題化的前提（die unthematische Voraussetzung），以使單獨的存在者被遇見。所以就如同在「被給予者」中是不包含「給予」和「給予者」，它們是未被主題化的，存有本身也無法被展開描述。
然而存有始終是存在者的存有，因此雖然在存有與存在者之間存在差異，兩者卻是不能夠分開出現的。存有呈現自身（zeigt sich）為切近者（das Nächste），因為在與世界的交往（Umgehen）中, 它始終是先在的和同行的。作為理解的視域的存有，事實上一定是不能完全被主題化的，因為視域是不能夠被完全充滿(Fullfill)到的。
儘管這様，存有還是在語言中被當成一個主題（Thema），由此它也就被謬誤化了。因為日常語言的和哲學的大多數的概念都指向世界內的事物，所以海德格在《存在與時間》中看到自己站在了語言的界域之前。這點體現在存有的名詞化上，存有被思考成世界內的存在者。為了不與糾纏不清的形而上學概念捆綁在一起，海德格在《存有與時間》中發明了很多新的詞藻。

#### 解釋學的現象學
海德格從如下這點出發，即存有既不能被確定為現有的事物，也不能被確定為毫無結構、毫無聯繫的一團雜多。
我們的生活世界是由有意義的關聯所構成的一張關係網絡。海德格因此不能在研究中使用一個範疇（Paradigma）所指涉，假如這個研究真的是現象學的話，因為現象學試圖去呈現事實自身（Sachverhalte），而不是還原性的去解釋它。因為人始終生活在世界之中，所以不可能退回到被給定的理解的視域後面去，而只能夠從已被理解這個視域並把它的各種元素呈現出來。因此海德格採取了詮釋學的路徑。

##### 詮釋學的循環
為了能夠理解世界中的各種有意義事實的關聯，海德格認為必須通過一個詮釋學的循環，這個循環要求在每個脈絡中都追求更好的被理解。
這個循環的運動是這樣的：個別的事物在與整體的關聯中才可能被理解，而整體只有在個別的事物中才得以展現。理解的進程只有通過這個循環，才得以可能，然而必須追問的是，這個循環應該在哪裡被應用呢？海德格對此的回答是：應用點就是人本身，這對於提出存有的意義問題的提問者來説是顯而易見的。
人的存在海德格稱為此有，對於此有的研究就是「基礎存有論」。存有的意義問題只有此有能夠回答，因為只有他才擁有一種先在的理解（Vorverständnis），而這對於詮釋學研究來説是必要的前提。對於存有的這種先在的理解，海德格稱為「對於存有的理解」(Seinsverständnis）。
這種理解附著於所有人，當他們理解了事物的各種不同的存在方式（die Seinsart）的時候：例如，我們不會試圖與山川去說話，我們對待動物的方式與對待無生命自然的方式是不同的，我們不會試圖去抓住太陽，等等。所有這些不費解的行事方式（diese selbstverständlichen Verhaltensweisen）都是基於這樣的釋義（Auslegung），即這些事物是什麼、是怎樣的（wie und was die Dinge sind）的方式來理解。
這些基本的性質附著於此有，也就是説人已經進入了一種反思之前的理解的視域中，海德格把它的探究對準了此有。
通過這些原理性的詮釋學方法，海德格不再從認知的主體(ein erkennendes Subjekt)出發，這種主體（如康德所述）在時間與空間中知覺到的基本上都是物體（Körper），而這種物體已經嵌入在世界之中。海德格在詮釋學循環的入口處，並沒有挑選一種特別的此有，而是挑選了在日常性（Alltäglichkeit）中的此有。他的目標是，把哲學從超驗的推斷，拉回到普通的經驗世界（Erfahrungswelt）之中。
根據海德格，為此，解釋學循環的兩個步驟是必要的：其一應該去研究，世界中的意義的關係（Sinnbezüge）是如何呈現給此有的，因此世界應該被現象學的描述。
海德格從工具的意義的連結（Sinnzusammenhang）著手，如前文所提到的鎚子；其二就是存在的此有分析（existenziale Daseinsanalyse），也就是對於此有結構的研究，這種結構構成了此有，如語言，在場性（Befindlichkeit），理解和此有的有限性。此有與世界的關係被恰如其分地理解的同時，這種關係必須也在存有論上被把握，假如存在要被確定的話。

#### 基礎存有論

##### 走向一種新的存有論
為了繼續克服建構在「主客二分」基礎上的傳統存有論，海德格採用了「在世界之中存有」（In-der-Welt-sein）這個概念，它應該説明「此有」和「世界」的基本聯繫。「世界」刻畫的不是諸如存在者總和之類的東西，而是有意義的總體（Totalität），也就是意義的整體（Bedeutungsganzheit），在此整體之中事物有意義地且相互關聯著。
康德的「先驗哲學」（Transzendentalphilosophie）從一個自給自足的、自持著的主體出發，而在海德格那裡，一方面「世界」已經被給予給「此有」了，另一方面「世界」只對於「此有」來説才「存在」，「在世界之中存有」這個概念包含這兩個方面。
世界對於海德格來説不是個別的存在事物，而是時間性的關係性網絡。他把世界的顯現（Geschehen）稱為世界的世界性（die Weltlichkeit der Welt），它只有在與此有的聯繫之中，才能被理解。
鎚子作為鎚子是什麼，只有在與此有的關聯之中才能被把握，此有使用著它。存在被嵌入一種意義，「意義即是某些事物的可理解性的基礎」。存在的意義和此有的意義是不可分的，「只有此有存在，也就是對存在的理解（Seinsverständnis）於生存中的可能性（ontische Möglichkeiten），才會『有』（es gibt）存在」。
因此海德格既不持形而上學實在論的立場（「事物如其所是地存在，即使沒有我們人類」），也不持觀念論的立場（「精神讓事物如其所是地產生出來」）。
對於此有的分析應該為既不是實在論，也不是觀念論的新存有論奠定基礎。海德格在《存有與時間》中構造了種種結構，這些結構規定了生存之中的、也就是說有著對生活的領會的此有。
海德格把這些結構稱為「存在結構」（Existenzialien），也就是此有與自身、與世界相關聯的基本方式：理解，在場性，言說（Rede）。存在結構是結構整體（Strukturganze）的元素，海德格把這個結構整體確定為「關照」（Sorge）。因此，此有的存在也就成了關照：人就是關照。
當此有的存在成為關照，世界也就能這様被理解：鎚子和其他工具都是為（zu）建房子的。各種各様的工具通過「 為了(什麼)」（Um-zu）而被連結在一起，而最後一個「為了」就是此在的「目的」（Um-Willen），此有照料（besorgen）著事物，因為此有為了自身和他的同類（他人）（Mitmenschen）關照著（sorgen）。對海德格來説，對於世界的科學性把握和對大自然的理解，都來至於此有的關照。

##### 時間性和此有
因為此有作為關照一直都被他的「過去」（Vergangenheit）所規定著，而他又是必須且必然的面向未來事物（Zukünftiges）的，在《存有與時間》的第二部分出現了從時間的角度對於「存在結構」的嶄新解釋。
對海德格來説，時間首先並不是客觀的—物理性的流逝著，而是被嵌入此有的時間性（Zeitlichkeit）之中，它與關照是密不可分的。
時間與關照的緊密關係在日常語言對時間的說明中呈現著，例如「從此刻開始到那一刻都是散步時間」。根據海德格的觀點，與關照捆綁著的時間是存有論上的首要者。在與時間的日常關係中此有才第一次發展出了一種客觀的（科學的）時間，通過它此有才可以計算和制定計劃，它也可以通過各種鐘錶來確定。而計算和制定計劃都是與世界(關係於此有的事實中)關照所捆綁著的。

### 對《存在與時間》的抛弃
《存在與時間》由于種種原因成為了一個殘篇，只有前一半出現了。雖然海德格通過他的新存在論想法克服了傳統存在論的許多問題（這種新存在論是基于此在與存在的關係的），但是從他的策略中只能够産生相當有限的哲學理解的可能性。
這些可能性主要基于操勞的結構（Sorge-Struktur）和嵌入此在的時間性。因此就産生了一種危險，就是人類生活的所有方面都只從這個角度去理解。海德格曾告誡自己 不要高估不能令人信服的時間性。
此外海德格還在《存在與時間》中把他的真理概念與此在綁在了一起：在與真理的實踐性交往中，世界對于此在來說一直都是“被揭示的”（erschlossen）。
通過這種表述，海德格想賦予“他的對真理的理解”一種存在論維度：對于此在來說世界才第一次把自己照亮（lichten），對于此在來說世界才第一次存在，從這出發“存在者是什麽”才被規定。
到這裏就很清楚了：操勞的結構把世界和事物時間性、内容性（inhaltlich）地聚焦于“為了”和“目標”，也就是説此在的實踐需要。對自我的理解和對世界的理解的歷史轉變、人在歷史進程中的被動性從這個視角就很難被理解了，此外還有另一個困難（就像海德格1946年回顧性的在“論人本主義的書信”中寫的一様）：和形而上學的語言劃定界限。
上述原因使得海德格最終抛弃基礎存在論（Abkehr）的策略，“《存在與時間》的道路是不可避免的，然而始終是一條林中路，這條路突然就到頭了 ”。
對於海德格來說，接着是思想的轉變，海德格稱其為“轉折”（Kehre）。

### 晚期著作
雖然海德格聲稱他所有的著作只關心唯一一個問題——存在的問題，但是自從《存在與時間》發表後數年來他的焦點慢慢地改變。這種改變被稱為海德格的“轉向”。在後期的著作，他的焦點從“做”轉到“居”。他較少集中在日常行為及痛苦經驗所顯露的結構，反而集中在行為如何取決於“存在的開放性”這樣的先決條件。作為人類的重要性就是保持這種開放性。這種早期與晚期在重點上的分別多於根本概念上的割裂，猶如路德维希·维特根斯坦的早期晚期之間的分別。這已經對海德格語料庫的斷代（早期：—1930，晚期：1931—）起了足夠並非常重要的作用。

## 影響
當海德格年少時，他以神學作媒介觸及到亞里士多德的思想。存在這個傳統概念可以追溯到柏拉圖的時代。這個早期的接觸奠定了《存在與時間》的基礎。最初海德格被稱為現象學家。現象學的手法可以說是在未有預先的知識下理解經驗。這是一種繞過抽象理論的假定來獲取事物本質的方法。胡塞爾是現象學之父，也是海德格的良師益友。雖然在現象學上他跟胡塞爾有點不和並且他對存在的具體問題越來越感興趣，但現象學在他的突破性思想無疑地佔了一個特殊地位。他把《存在與時間》歸類為現象學本體論。
海德格的思想也受到了康德、黑格爾、尼采、索倫·奧貝·祁克果等人的影響。

### 對中國的影響
用「Dasein」與「Ereignis」闡釋中國思想：新儒家的牟宗三把中國哲學康德化，建立了「圓教」。現在學者把中國哲學海德格化，用「Dasein（緣在）」與「Ereignis（本成）」闡釋中國思想。例如：張祥龍的《海德格爾思想與中國天道》和賴賢宗的《道家禪宗與海德格的交涉》。
學者又利用海德格的哲學，進行了中國本體詮釋學的理論建構，目標是建構中國的「第一哲學」（First Philosophy）。在亞里斯多德那裡，第一哲學是指神學中對於最高存在者（不動的推動者或神）的研究，或指存在論（本體論）中對於作為存在之存在的研究。
神學之所以被稱為第一哲學，是因為它的研究物件高於物理存在者；而對後者的研究是第二哲學的事。存在論之為第一哲學是由於它研究所有其他科學分支預設的原理、規律，並研究整個存在世界的第一因。在這個（即存在論的）意義上，第一哲學獲得了它作為所有科學基礎的普遍意義。對於胡塞爾，第一哲學是所有其他哲學學科的方法論和理論的基礎。例如：賴賢宗嘗試利用海德格的哲學，建構了佛教本體詮釋學（Buddistische Onto-Hermeneutik）的思想體系。

## 與納粹主义
在被選為弗萊堡大學校長之前，海德格已經在1933年5月1日加入納粹黨。1934年4月他辭去校長一職。雖然直至戰爭結束，他仍然保留納粹黨黨員身分。在擔任校長的期間，弗萊堡大學禁止海德格以前的猶太裔教師胡塞爾進入大學圖書館，引發了納粹種族清洗法例。在1941年重印時候，海德格刪除了胡塞爾在《存在與時間》上的貢獻，並聲稱他這樣做是受到出版商馬斯·尼米爾（Max Niemeyer）的壓力。1935年出版《形而上學入門》時，他拒絕刪除‘這場運動的內在真相及偉大’这样的字眼：“……这些都是所谓的哲学。而今天所呈现在我们面前的，那被称为‘國家社會主義哲学’，但又与這場運動的內在真相及偉大（die innere Wahrheit und Größe dieser Bewegung）——即地球技术与现代人类的交锋（nämlich die Begegnung der planetarisch bestimmten Technik und des neuzeitlichen Menschen）——毫不沾边的东西，却渔猎于[由诸如]‘价值’或‘统一’[等概念所构成的]混沌的泥沼中。” 很多讀者，包括其过去的学生哈贝马斯，把它理解為海德格對國家社會主義許下承諾的證據。
海德格尔根据著名化学家诺贝尔奖得主赫尔曼·施陶丁格一战时期所谓的“不爱国”言行，怀疑他对德国和纳粹党必怀二心。1934年，海德格尔提议州政府解雇并流放施陶丁格。施陶丁格受到盖世太保的讯问，责令写下放弃从前主张的保证书，并向他发出死亡的威胁。他受到屈辱和压制，不允许出国旅游和讲学，研究工作受到干扰。他不愿与纳粹集团同流合污，但也不敢与之为敌，不敢宣传他的和平主义和反战主张。
2014年出版的黑色筆記，讓學者重新審視了海德格與納粹主義之間的關係。

## 著作
德文版《海德格尔全集》（Gesamtausgabe，缩写为GA）由维多里奥·克劳斯特曼出版社（Vittorio Klostermann）于1975年开始出版，按计划将编成102卷。海德格尔本人为《全集》制订编辑计划，并挑选包括瓦尔特·比梅尔、弗里德里希-威廉·冯·赫尔曼在内的六位编者。海德格尔之子赫尔曼·海德格尔作为遗嘱确定的文字遗产保管人负责主持《全集》的编纂工作。
- Sein und Zeit (1927) 《存在與時間》
- Kant und das Problem der Metaphysik (1929) 《康德與形而上學的問題》
- Einführung in die Metaphysik (1935, 1953年出版) 《形而上學导论》
- Erläuterungen zu Hölderlins Dichtung (1936-38) 《荷爾德林詩釋》
- Beiträge zur Philosophie (Vom Ereignis) (1936-1938, 1989年出版) 《對哲學的貢獻》
- Holzwege (1950) 《林中路》
- Was heißt Denken? (1951-52) 《什麼呼唤思？》
- Der Satz vom Grund (1955-56) 《根据的本质》
- Identität und Differenz (1955-57) 《同一与差异》
- Gelassenheit (1959) 《泰然任之》
- Unterwegs zur Sprache (1959) 《通向語言的道路》
- Die Frage nach der Technik 《關於科技的問題》
- Wissenschaft und Besinnung 《科学与沉思》
- Überwindung der Metaphysik 《克服形而上學》
- Wer ist Nietzsches Zarathustra 《誰是尼采的查拉圖斯特拉》
- Bauen, Wohnen, Denken 《築·居·思》
- Wegmarken 《路標》

## 電影
- The Ister（2004年），故事內容根據海德格1942年的講課 電影網站
- Being There（1979年），題材觸及海德格的此在概念和被人久違了自己的存在。
- Cherry Blossoms （2008）（港譯 : 《快樂的傷逝》）：題材觸及海德格的真誠性（Authenticity）概念和死亡（Death）概念。
- 電腦奇俠（2000）：題材觸及海德格的良心呼喚（call of Conscience）概念和被拋境況（being thrown into the world）。

## 研究書目
- 陳嘉映：《海德格爾哲學概論》（北京：三聯書店，1995）。
- 王慶節：《解釋學、海德格爾與儒道今釋》（北京：中國人民大學出版社，2004）。
- 張祥龍：《海德格爾思想與中國天道》（北京：三聯書店，1996）。

## 外部連結
- （英文）在這裡存在 （页面存档备份，存于） 海德格的時間概念
- （英文）現象學存在與時間的二十二位翻譯者 （页面存档备份，存于）
- （德文）phainomena.de 海德格的德語網誌 （页面存档备份，存于）——有關詮釋現象學的文學、活動及新聞
- （英文）哲學網上百科全書 （页面存档备份，存于）
- （英文）"Kaufmann, Heidegger, and Nazism" （页面存档备份，存于） Denis Dutton著
- （英文）Hearing Heidegger and Saussure Elmer G. Wiens著
- （英文）The Early Heidegger in Studia Phaenomenologica I 3-4/2001 （页面存档备份，存于） - 海德格早期的現象學研究
- （英文）Mitchell Cowen Verter, "Viewing Power in Heidegger and Levinas" （页面存档备份，存于）
- （法文）Qu'appelle-t-on calomnier Heidegger ? （页面存档备份，存于）
- （法文）Emmanuel Faye, Les fondements nazis de l'oeuvre de Heidegger
- （法文）Emmanuel Faye, Pour l’ouverture des Archives Heidegger （页面存档备份，存于）
- 倪梁康：〈一時與永恒——海德格爾事件感悟〉 （页面存档备份，存于）（2009）
- 倪梁康：〈深邃與明晰——海德格爾－胡塞爾關係漫談〉 （页面存档备份，存于）（1997）
- 倪梁康：〈關於海德格爾哲學翻譯的幾個問題之我思〉 （页面存档备份，存于）（2009）
- 倪梁康：〈海德格爾思想的佛學因緣〉 （页面存档备份，存于）（2007）
- 倪梁康：〈胡塞爾與海德格爾的存在問題〉 （页面存档备份，存于）（1999）
- 陳嘉映：〈海德格爾其人其事〉 （页面存档备份，存于）（2010）
- 張汝倫：〈論海德格爾哲學的起點〉 （页面存档备份，存于）（2009）
- 張祥龍：Dasein 的含意與譯名「緣在」——理解海德格爾《存在與時間》的線索 （页面存档备份，存于）
- 建議張祥龍先生重譯《存在與時間》 （页面存档备份，存于）
- 中國哲學 : 從康德化到海德格爾化的“大躍進” （页面存档备份，存于）
- 韋漢傑：海德格的《存在與時間》
- 劉桂標：牟宗三先生論海德格的「基本存有論」
- 海德格的存在哲學 （页面存档备份，存于）
- 海德格的告德意志民族書 （页面存档备份，存于）
- Martin Heidegger : Existence And Being (1949)  on archive.org
- 汪文聖 ：〈海德格〉，《華文哲學百科》（2018 版本），王一奇（編）(2018) （页面存档备份，存于）